# Corporación Nacional de Importación y Exportación de Maquinaria de Precisión de China
La Corporación Nacional de Importación y Exportación de Maquinaria de Precisión de China  (CNIEMPC) (en inglés: China Precision Machinery Import-Export Corporation) (CPMIEC), (en chino: 中国精密机械进出口总公司) es una empresa comercial china especializada en el sector defensa. La CPMIEC representa a la industria china del sector defensa y se dedica a la exportación de armas, tecnología, sistemas de misiles y defensa aérea.

## Clientes internacionales

### Turquía
En un notable anuncio realizado en septiembre de 2013, Turquía, miembro de la alianza de la OTAN, declaró su intención de adquirir el sistema de defensa antimisiles HQ-9 de la empresa china, en un acuerdo valorado en 3.440 millones de dólares estadounidenses. CPMIEC fue seleccionado contra otros tres competidores. El misil Aster 30 con lanzador SAMP/T del consorcio ítalo-francés Eurosam quedó en segundo lugar, con un precio de 4.400 millones de dólares, el sistema de defensa antimisiles Patriot ofrecido por Lockheed Martin y Raytheon quedó en tercer lugar, con un costo de 5.000 millones de dólares y el sistema S-300 de la empresa estatal rusa Rosoboronexport quedó en cuarto lugar, en una competición realizada entre varios participantes.
Tras recibir presiones por parte de otros miembros de la Alianza Atlántica, Turquía cedió y anunció que renunciaba al acuerdo en noviembre de 2015. Anteriormente, el 20 de febrero de 2015, el ministro de defensa turco, Ismet Yilmaz, había confirmado la compra del armamento chino. 

### Venezuela
En la primera gran venta de armas de China en América Latina, Venezuela en 2005 compró radares JYL-1 de la empresa china en un acuerdo por valor de 150 millones de dólares. Después de este acuerdo exitoso, el ejército venezolano exploró la compra de otros radares de CPMIEC y compró aviones de CATIC, otra empresa china del sector defensa.

### Siria
La compañía ha trabajado con el Centro sirio de investigación y estudios científicos de Siria y envió componentes de misiles al instituto de investigación, según un informe de los medios estadounidenses publicado en 1996, citando a la Agencia Central de Inteligencia (CIA).

## Sanciones del Departamento del Tesoro de los Estados Unidos
La Corporación Nacional de Importación y Exportación de Maquinaria de Precisión de China, fue incluida por la Oficina de Control de Activos Extranjeros del Departamento del Tesoro de los Estados Unidos, en una lista de sanciones.